# シヴァンギ・ジョシ
シヴァンギ・ジョシ (Shivangi Joshi、1998年5月18日 - ）は、ヒンディー語テレビでの活躍で知られるインドの女優。インドで最も高額な報酬を得ているテレビ女優の一人である。